# Barta János (katona)
Barta János (Névváltozat: Bartha János; angolul: John Bartha) (Magyarország, 1832 – ?) magyar tudós főpap, magyar és amerikai szabadságharcos.

## Élete
Rónay Jácint nyomán jegyezte le Ács Tivadar, hogy Barta János a magyar szabadságharcot közlegényként harcolta végig. A szabadságharc bukása után bujdosott, végül Gümleken szállt fel 71 bujdosó társával a "Szultán" nevű gőzhajóra, amely az angliai Southamptonba vitte. Innen a csoport 1851 június 10-én indult el Amerikába. 1862 augusztus 12-én állt be a New York-i önkéntes gyalogezredbe az unionisták oldalán. Az amerikai polgárháborúban is közlegényként harcolt. Két világrészen küzdött a szabadságért. Ennyi információnk van róla. (Veszteséglisták nem igazán állnak rendelkezésre, de az biztos, hogy a toborzó helyek környékén 1865 után, a polgárháború befejezésekor igen megritkult a lakosság, de aztán fel is töltődött az új és új bevándorlókkal.)